# Baglan (Provinz)
Baglan (oder Baghlan; Paschtu/Dari: بغلان, DMG Baġlān) ist eine Provinz im Norden Afghanistans und hat 1.053.200 Einwohner (Stand: 2022).
Der Name leitet sich von dem Ort Baglan ab. Verwaltungszentrum der Provinz ist jedoch Pol-e Chomri.
In der Provinz gibt es einen Feuertempel des Zoroastrismus bei Surkh Kotal.

## Verwaltungsgliederung
Die Provinz ist in 16 Distrikte gegliedert:
Andarab, Baglan, Baghlani Jadid, Burka, Dahana i Ghuri, Dih Salah, Dushi, Farang wa Gharu, Guzargahi Nur, Khinjan, Khost wa Fereng, Khwaja Hijran, Nahrin, Pol-e Chomri, Puli Hisar und Tala wa Barfak.

## Wirtschaft
Der Versuchsanbau von Zuckerrüben ergab, dass die Böden für den Anbau gut geeignet sind. Hektarerträge von 50 bis 70 t werden erwartet. Mit der Gründung der New Baghlan Sugar Company Ltd. soll die Abhängigkeit der Bauern von traditionellen Anbauprodukten reduziert werden. Das deutsche Saatgutunternehmen KWS Saat ist an der Investition beteiligt.
Die Menschen in der Provinz leben (Stand 2022) unter anderem vom Bergbau, in illegal errichteten Minen, in denen auch Kinder arbeiten.

## Militärische Präsenz der Bundeswehr
Bis zum 15. Juni 2013 betrieb die Bundeswehr im Rahmen der ISAF-Mission in der Provinz den militärischen Beobachtungsposten „Observation Post North“, der auch von anderen ISAF-Truppen verschiedener Nationen genutzt wurde. Der Posten wurde direkt anschließend an die afghanischen Streitkräfte übergeben.